# Kobyłki (powiat piotrkowski)
Kobyłki – wieś w Polsce położona w województwie łódzkim, w powiecie piotrkowskim, w gminie Grabica.
Z Kobyłek Dużych i Małych wywodził się ród Kobyłeckich herbu Godziemba.
W latach 1975–1998 miejscowość administracyjnie należała do województwa piotrkowskiego.